# Ulises Advinent
Joseph Etienne Jules Ulysse Advinent (auch Ulises Advinent; * 30. Januar 1834 in Marseille; † 13. Januar 1889 in Embrun, Frankreich) war ein französischer Pianist, Komponist und Kapitän.

## Leben
Joseph Etienne Jules Ulysse Advinent heiratete am 6. Januar 1857 in Marseille Marie Augusta Paris (* 1837). Er war ab 1860 in Buenos Aires stationiert. Er arbeitete von 1863 bis 1868 als Karikaturist für die satirische Zeitschrift El mosquito. 1868 wurde er Direktor des Orfeon Frances in Buenos Aires. 1868 gab er im Teatro Colon zwei Konzerte für vierzehn Pianisten, die von Louis Moreau Gottschalk organisiert wurden. 1868 leitete er ein Konzert mit dem Flötisten Mathieu Andre Reichert (1830–1880) im Salon Coliseum in Buenos Aires. 1869 war er als Kapitän französischer Nationalität immer noch in Buenos Aires stationiert und lebte mit einer gewissen Antonietta (* 1839 in Frankreich). Am 28. Oktober 1876 heiratete er in Marseille Madeleine Celina Rey (* 1839), mit er dort bis zu seinem Tode 1889 in Embrun lebte.

## Werke (Auswahl)
- Lablache. Mazurka für Klavier